# Øland
 For alternative betydninger, se Øland (flertydig). (Se også artikler, som begynder med Øland)
Øland (svensk Öland) er Sveriges næststørste ø og samtidig den mindste provins i Sverige. Den er beliggende i Østersøen øst for Småland, som den skilles fra af det smalle Kalmarsund. Øen har været forbundet med fastlandet siden 1972 ved en bro, Ølandsbroen. 
- Areal: 1.342 km²
- Længde: 137 kilometer
- Største bredde: 16 kilometer
- Indbyggerantal: 24.697 indbyggere (2010)
- Amt: Kalmar län

Öland har ca. 13.600 kendte fortidsminder. Den sydlige del af øen domineres af den steppeagtige, ca. 10 km brede slette, Det store alvar .

## Geologi
Öland er geologisk set en meget ung dannelse. Stenartene ved overfladen er sandsten, skifer og kalksten, men den består mest af kalksten, som blev aflejret under ordovicium. Dermed er grundfjeldet meget forskelligt fra det smålandske fastland. På de vestlige dele af øen findes der dog aflejringer fra kambrium, først og fremmest de såkaldte alunskifre. De største kalkstensforekomster findes på Alvaret, som er et 37 kilometer langt och 15 kilometer bredt område, hvortil der er en langstrakt udsigt nær Vickleby. 
Øen danner en stort set jævn flade, og det højeste punkt på øen ligger 57 m over havet. Fladen afbrydes brat mod vest, falder blidt i østlig retning og danner ganske lave strandenge ved østkysten. Da overjorden er meget tynd på grund af erosion, består store dele af øen – og først og fremmest den sydlige del – af et karst- og steppelandskab med en flora og fauna, der er bestemt af disse forhold.

## Geografi

### Administration
Öland har har været en del af Kalmar län siden det blev dannet i 1634, dog med undtagelse af en kort periode mellem 1819 og 1826, da øen var et selvstændigt, administrativt område. I dag har Öland to kommuner, Mörbylånga kommun og Borgholms kommun, der samarbejder indenfor Ölands kommunalförbund.

### Større byer
De fem største byer på Öland, sorteret efter indbyggertal:
| # | Byområde    | Befolkning |
| - | ----------- | ---------- |
| 1 | Färjestaden | 4.635      |
| 2 | Borgholm    | 3.093      |
| 3 | Mörbylånga  | 1.784      |
| 4 | Köpingsvik  | 609        |
| 5 | Skogsby     | 528        |

Indbyggertallene er opgjort pr. 31. december 2005, Statistiska centralbyrån (SCB).

### Andre bysamfund
| - Algutsrum - Arontorp - Björkviken - Borgholm | - Degerhamn - Färjestaden - Grönhögen - Gårdby | - Kastlösa - Köpingsvik - Löttorp - Mörbylånga | - Norda Möckleby - Rälla - Skogsby - Vickleby |

Klippegrundens kalksten bliver stadigvæk flittigt anvendt som byggemateriale i hele Sverige, ligesom "ölandsbrud" tidligere også var meget brugt i danske haveanlæg. Det er det kalkrige grundfjeld, som har dannet baggrund for den rige flora af bl.a. orkidéer, som findes på øen.
Öland består for størstedelen af mager alvarjordbund, men området op ad Kalmarsund fra Degerhamn i syd til Borgholm i nord, den såkaldte Mörbylångadal, er meget frugtbar. Tidligere var sukkerroer en almindelig afgrøde, men efter at sukkerfabrikken blev nedlagt er dyrkningen reduceret meget. Dyrkning af jordbær, kartofler, agurker og asparges er derimod blevet mere almindelige, og størsteparten af de brune bønner og Kepa-Løg som dyrkes i Sverige, bliver fremstillet på Öland.
Havnene og det meste af bebyggelsen findes på vestsiden af øen, og det har flere grunde, blandt andet mere beskyttede forhold og kontakter med fastlandet via Kalmarsund. Öland har tidligere haft mange fiskere, men de blev hastigt færre i antal i den sidste halvdel af det 20. århundrede, da større fiskefartøjer fra andre lande fremkaldte overfiskning. Torsken er efterhånden næsten helt borte, og også silden er gået kraftigt tilbage.

## Natur
Floraen bestemmes af karstundergrunden og klimaforholdene: Den består af lavtvoksende buske (f.eks. Busk-Potentil) og stauder, der tåler tørke. Derfor finder man en usædvanlig rigdom af sydøstlige arter, først og fremmest 34 orkidéarter. Midt på øen og mod nord består bevoksningen dog for det meste af løvtræarter (f.eks. Stilk-Eg, Småbladet Lind, Storbladet Elm og Aksel-Røn). 
Ved øens sydspids er der indrettet et fuglebeskyttelsesområde og en ornitologisk observationspost, da mange trækfugle søger den vej, især på efterårstrækket.

## Historie
På øen findes der flere fortidsminder som f.eks. de store jernalderborge f.eks. Gråborg og Eketorp og mange fundne guldringe. Mellem Öland og fastlandet ligger granitøen den Blå Jomfru, en nationalpark med en labyrint fra bronzealderen, bestående af 15 ringe.
Fra 1569 til 1804 blev hele Öland betragtet som et såkaldt kongeligt vildtdomæne, dvs. en kongelig jagtpark. Man byggede til og med en mur tværs over øen nogle kilometer nord for Ölands sydende, så vildtet ikke skulle springe ind på bøndernes marker, når de kongelige jagter blev afholdt. Indbyggerne måtte på den tid ikke eje hunde, for de kunne forstyrre kongens jagt. Ottenby kongsgård på øens sydende er dermed det område i verden, der længst har fungeret som jagtområde for en regerende monark.
Öland fik i det 20. århundrede en jernbane, som først blev færdig på den nordlige del, og fra 1910 kunne man færdes med en smalsporet jernbane fra Ottenby i syd til Böda i nord, en strækning på 151 kilometer. Ölands jernbane blev opkøbt af de svenske statsbaner i 1947, og fra 1948 kunde togvogne transporteres med færge fra Färjestaden til Kalmar. Jernbanen blev dog nedlagt i 1961.

## Kultur og seværdigheder
Siden 1980 har man hvert år udpeget Årets ölænding, og vedkommende modtager prisen fra kongens hånd. 
Mange af Ölands mindesmærker, som f.eks. runestenene og Gettlinge gravfelt, stammer fra vikingetiden. I 1959 inviede man Himmelsberga friluftsmuseum, i dag Ölands museum, i Långlöt.
Den sydlige del af Öland – dvs. stort set hele Mörbylånga kommun (bortset fra de nordligste sogne Torslunda, Glömminge, Algutsrum og Norda Möckleby) – er udpeget som verdensarvområde af UNESCO under betegnelsen det Kulturlandskabet Søndre Øland (svensk: Södra Ölands odlingslandskap). 
Et usædvanligt indslag i det ölandske kulturlandskab er de hundredvis af vejrmøller, der endnu står tilbage, selv om de er betydeligt færre end for hundrede år siden. De er i dag underlagt beskyttelse som kulturminder og er blevet et kendetegn for landskabet. Lange rækker af møller findes f.eks. i landsbyerne Lerkaka ved Runsten, Störlinge ved Gärdslösa og i Vickleby.
Siden begyndelsen af det 20. århundrede har Öland, takket være både natur- og kulturmiljøet og de klare luft- og lysforhold, været et værdsat tilholdssted for kunstnere. Under 2. verdenskrig etablerades den kendte kunstnerkoloni i Vickleby.
Som landskabsflag for Öland anvendes almindeligvis en fane med Ölands officielle landskabsvåben fra 1560'erne: en blå bund med en gående hjort af guld med rødt halsbånd, rød krone og røde klove. På privat initiativ har man også skabt et lokalt korsflag, men det er uklart, i hvilken grad det bliver brugt.

## Eksterne links
- Seværdigheder på Øland – sydsverige.dk
- Lyt til nogle af Ölands dialekter Arkiveret 20. oktober 2006 hos  Wayback Machine (svensk)
- Jens Christian Schou: Botanik på Öland Arkiveret 17. marts 2008 hos  Wayback Machine

56°44′N 16°40′Ø / 56.733°N 16.667°Ø